# Bourrou
Pour l’article ayant un titre homophone, voir Bourroux.
Bourrou est une commune française rurale située dans le département de la Dordogne, en région Nouvelle-Aquitaine.
Ses habitants portent le nom de Bourrounais.

## Géographie

### Généralités
La commune de Bourrou se situe dans le centre du département de la Dordogne, en limites du Landais et du Périgord central, sur les coteaux entre Crempse et Vern.
Elle est desservie par les routes départementales (RD) 4 à l'ouest, et 42 au sud.
À l'écart des routes principales, le petit bourg de Bourrou se situe, en distances orthodromiques, dix kilomètres à l'ouest-nord-ouest de Vergt, douze kilomètres au sud-est de Neuvic et dix-huit kilomètres au sud-ouest de Périgueux, la préfecture du département.

### Communes limitrophes
Bourrou est limitrophe de six autres communes, dont Saint-Paul-de-Serre au nord-est par un quadripoint. Au sud-est, le territoire de Saint-Mayme-de-Péreyrol est distant d'environ 320 mètres.
| Jaure       | Manzac-sur-Vern | Saint-Paul-de-Serre |
|             | Bourrou         | Grun-Bordas         |
| Villamblard | Douville        |                     |

### Géologie et relief

#### Géologie
Situé sur la plaque nord du Bassin aquitain et bordé à son extrémité nord-est par une frange du Massif central, le département de la Dordogne présente une grande diversité géologique. Les terrains sont disposés en profondeur en strates régulières, témoins d'une sédimentation sur cette ancienne plate-forme marine. Le département peut ainsi être découpé sur le plan géologique en quatre gradins différenciés selon leur âge géologique. Bourrou est située dans le troisième gradin à partir du nord-est, un plateau formé de calcaires hétérogènes du Crétacé.
Les couches affleurantes sur le territoire communal sont constituées de formations superficielles du Quaternaire et de roches sédimentaires datant pour certaines du Cénozoïque, et pour d'autres du Mésozoïque. La formation la plus ancienne, notée c5a(2), date du Campanien 1, des calcaires packstone à wackstone crayo-marneux gris blanchâtres à subalvéolines à silex gris ou noirs. La formation la plus récente, notée CFp, fait partie des formations superficielles de type colluvions indifférenciées de versant, de vallon et plateaux issues d'alluvions, molasses, altérites. Le descriptif de ces couches est détaillé dans  la feuille « no 782 - Mussidan » de la carte géologique au 1/50 000 de la France métropolitaine, et sa notice associée.

Carte géologique de Bourrou.

#### Relief et paysages
Le département de la Dordogne se présente comme un vaste plateau incliné du nord-est (491 m, à la forêt de Vieillecour dans le Nontronnais, à Saint-Pierre-de-Frugie) au sud-ouest (2 m à Lamothe-Montravel). L'altitude du territoire communal varie quant à elle entre 110 mètres à l'extrême nord, en limite de la commune de Manzac-sur-Vern, et 233 mètres à l'extrême sud, sur la RD 42, en limite de la commune de Douville.
Dans le cadre de la Convention européenne du paysage entrée en vigueur en France le 1er juillet 2006, renforcée par la loi du 8 août 2016 pour la reconquête de la biodiversité, de la nature et des paysages, un atlas des paysages de la Dordogne a été élaboré sous maîtrise d’ouvrage de l’État et publié en octobre 2020. Les paysages du département s'organisent en huit unités paysagères et 14 sous-unités. La commune fait partie du Périgord central, un paysage vallonné, aux horizons limités par de nombreux bois, plus ou moins denses, parsemés de prairies et de petits champs.
La superficie cadastrale de la commune publiée par l'Insee, qui sert de référence dans toutes les statistiques, est de 9,13 km2,,. La superficie géographique, issue de la BD Topo, composante du Référentiel à grande échelle produit par l'IGN, est quant à elle de 9,5 km2.

### Hydrographie

#### Réseau hydrographique

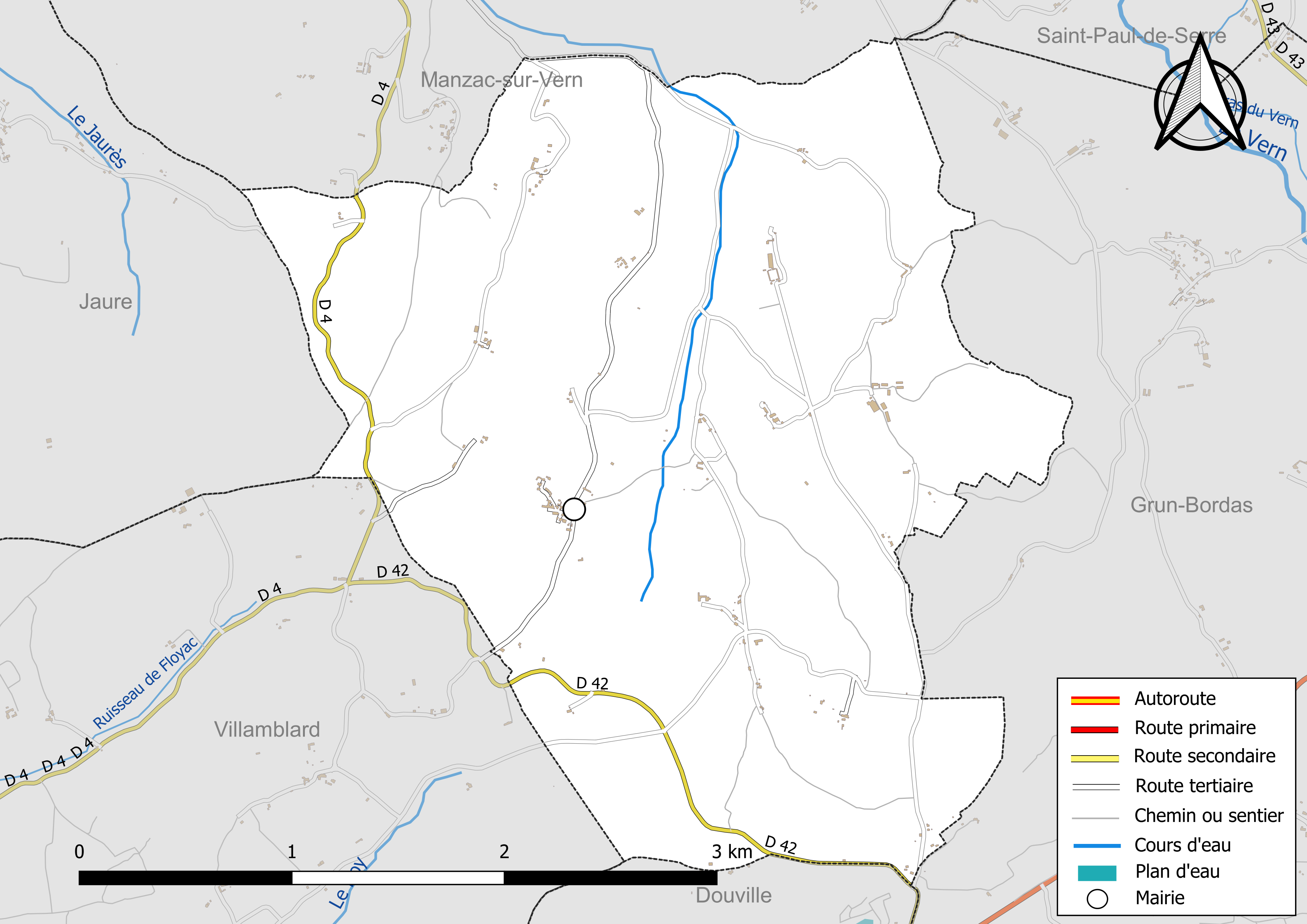
Réseaux hydrographique et routier de Bourrou.

La commune est située dans le bassin de la Dordogne au sein du Bassin Adour-Garonne. Le territoire communal est partagé entre les bassins versants de deux affluents de l'Isle, le Vern au nord et la Crempse pour une petite partie au sud.
Il est arrosé de façon intermittente sur plus de deux kilomètres et demi par un ruisseau sans nom, affluent de rive gauche du Vern,.

#### Gestion et qualité des eaux
Le territoire communal est couvert par le schéma d'aménagement et de gestion des eaux (SAGE) « Isle - Dronne ». Ce document de planification, dont le territoire regroupe les bassins versants de l'Isle et de la Dronne, d'une superficie de 7 500 km2, a été approuvé le 2 août 2021. La structure porteuse de l'élaboration et de la mise en œuvre est l'établissement public territorial de bassin de la Dordogne (EPIDOR). Il définit sur son territoire les objectifs généraux d’utilisation, de mise en valeur et de protection quantitative et qualitative des ressources en eau superficielle et souterraine, en respect des objectifs de qualité définis dans le troisième SDAGE  du Bassin Adour-Garonne qui couvre la période 2022-2027, approuvé le 10 mars 2022.
La qualité des eaux de baignade et des cours d’eau peut être consultée sur un site dédié géré par les agences de l’eau et l’Agence française pour la biodiversité.

### Climat
Pour des articles plus généraux, voir Climat de la Nouvelle-Aquitaine et Climat de la Dordogne.
En 2010, le climat de la commune est de type climat océanique altéré, selon une étude s'appuyant sur une série de données couvrant la période 1971-2000. En 2020, Météo-France publie une typologie des climats de la France métropolitaine dans laquelle la commune est toujours exposée à un climat océanique altéré et est dans la région climatique  Aquitaine, Gascogne, caractérisée par une pluviométrie abondante au printemps, modérée en automne, un faible ensoleillement au printemps, un été chaud (19,5 °C), des vents faibles, des brouillards fréquents en automne et en hiver et des orages fréquents en été (15 à 20 jours).
Pour la période 1971-2000, la température annuelle moyenne est de 12,1 °C, avec  une amplitude thermique annuelle de 14,6 °C. Le cumul annuel moyen de précipitations est de 931 mm, avec 12,3 jours de précipitations en janvier et 6,7 jours en juillet. Pour la période 1991-2020, la température moyenne annuelle observée sur la station météorologique la plus proche, située sur la commune de Coulounieix-Chamiers à 17 km à vol d'oiseau, est de 13,1 °C et le cumul annuel moyen de précipitations est de 912,2 mm,. Pour l'avenir, les paramètres climatiques de la commune estimés pour 2050 selon différents scénarios d’émission de gaz à effet de serre sont consultables sur un site dédié publié par Météo-France en novembre 2022.

## Urbanisme

### Typologie
Au 1er janvier 2024, Bourrou est catégorisée commune rurale à habitat très dispersé, selon la nouvelle grille communale de densité à 7 niveaux définie par l'Insee en 2022.
Elle est située hors unité urbaine et hors attraction des villes,.

### Occupation des sols
L'occupation des sols de la commune, telle qu'elle ressort de la base de données européenne d’occupation biophysique des sols Corine Land Cover (CLC), est marquée par l'importance des forêts et milieux semi-naturels (55,3 % en 2018), en diminution par rapport à 1990 (57,3 %). La répartition détaillée en 2018 est la suivante : 
forêts (55,2 %), zones agricoles hétérogènes (30 %), prairies (14,7 %), cultures permanentes (0,1 %), milieux à végétation arbustive et/ou herbacée (0,1 %). L'évolution de l’occupation des sols de la commune et de ses infrastructures peut être observée sur les différentes représentations cartographiques du territoire : la carte de Cassini (XVIIIe siècle), la carte d'état-major (1820-1866) et les cartes ou photos aériennes de l'IGN pour la période actuelle (1950 à aujourd'hui).

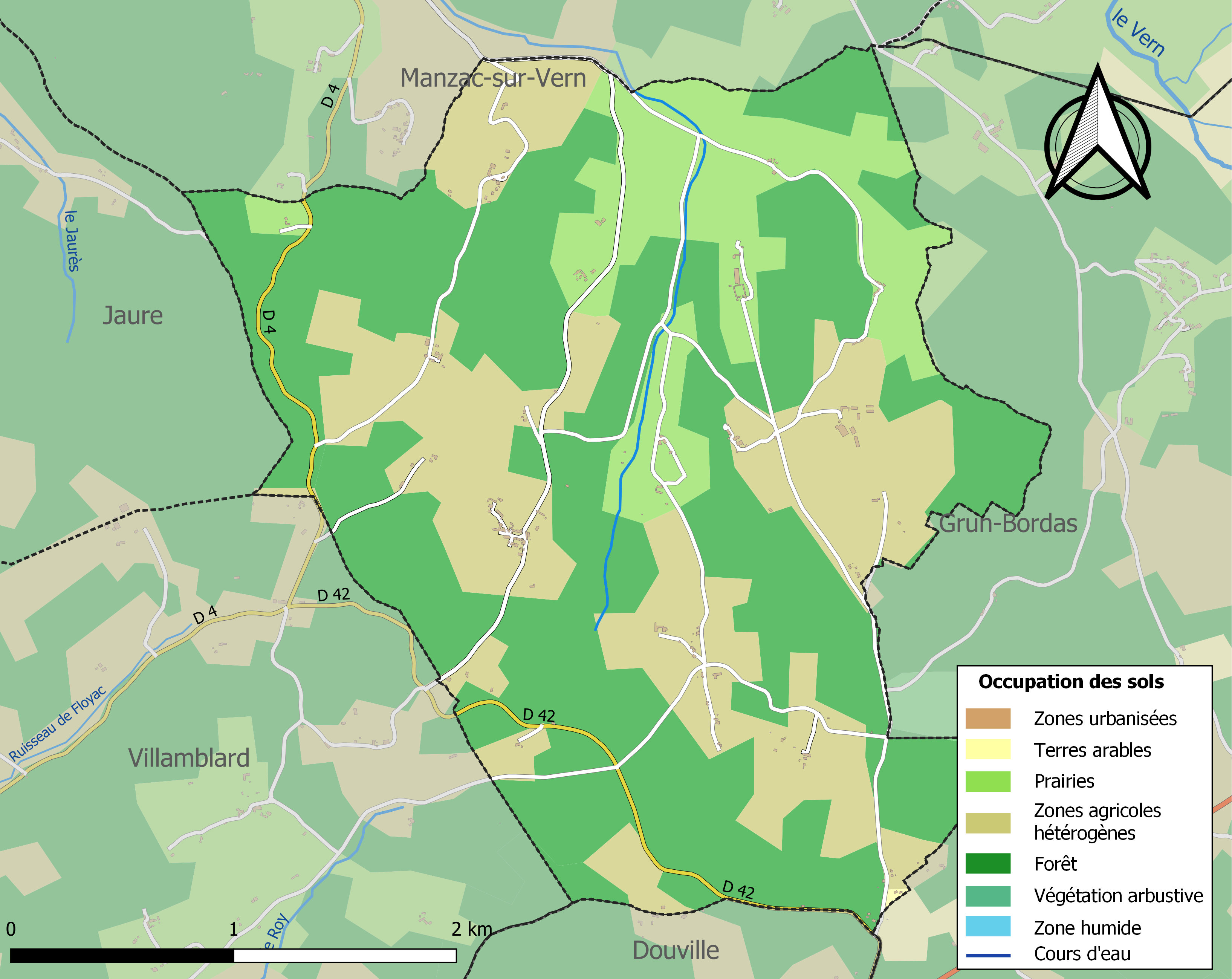
Carte des infrastructures et de l'occupation des sols de la commune en 2018 (CLC).

### Villages, hameaux et lieux-dits
Outre le bourg de Bourrou proprement dit, le territoire se compose d'autres villages ou hameaux, ainsi que de lieux-dits :
- les Bayles
- Bel-Arbre
- Bigot
- Boutet
- les Bruges
- Caillaud
- Champ des Bayles
- Chante-Coucou
- les Giroux
- les Granges
- Monciaux
- Montaudier
- le Mourier
- Nantillac
- le Pleyssac
- Puyssembert
- les Rouyaux
- la Soulette
- les Toupineries.

### Prévention des risques
Le territoire de la commune de Bourrou est vulnérable à différents aléas naturels : météorologiques (tempête, orage, neige, grand froid, canicule ou sécheresse), feux de forêts, mouvements de terrains et séisme (sismicité très faible). Un site publié par le BRGM permet d'évaluer simplement et rapidement les risques d'un bien localisé soit par son adresse soit par le numéro de sa parcelle.
Bourrou est exposée au risque de feu de forêt. L’arrêté préfectoral du 14 mars 2013 fixe les conditions de pratique des incinérations et de brûlage dans un objectif de réduire le risque de départs d’incendie. À ce titre, des périodes sont déterminées : interdiction totale du 15 février au 15 mai et du 15 juin au 15 octobre, utilisation réglementée du 16 mai au 14 juin et du 16 octobre au 14 février. En septembre 2020, un plan inter-départemental de protection des forêts contre les incendies (PidPFCI) a été adopté pour la période 2019-2029,.

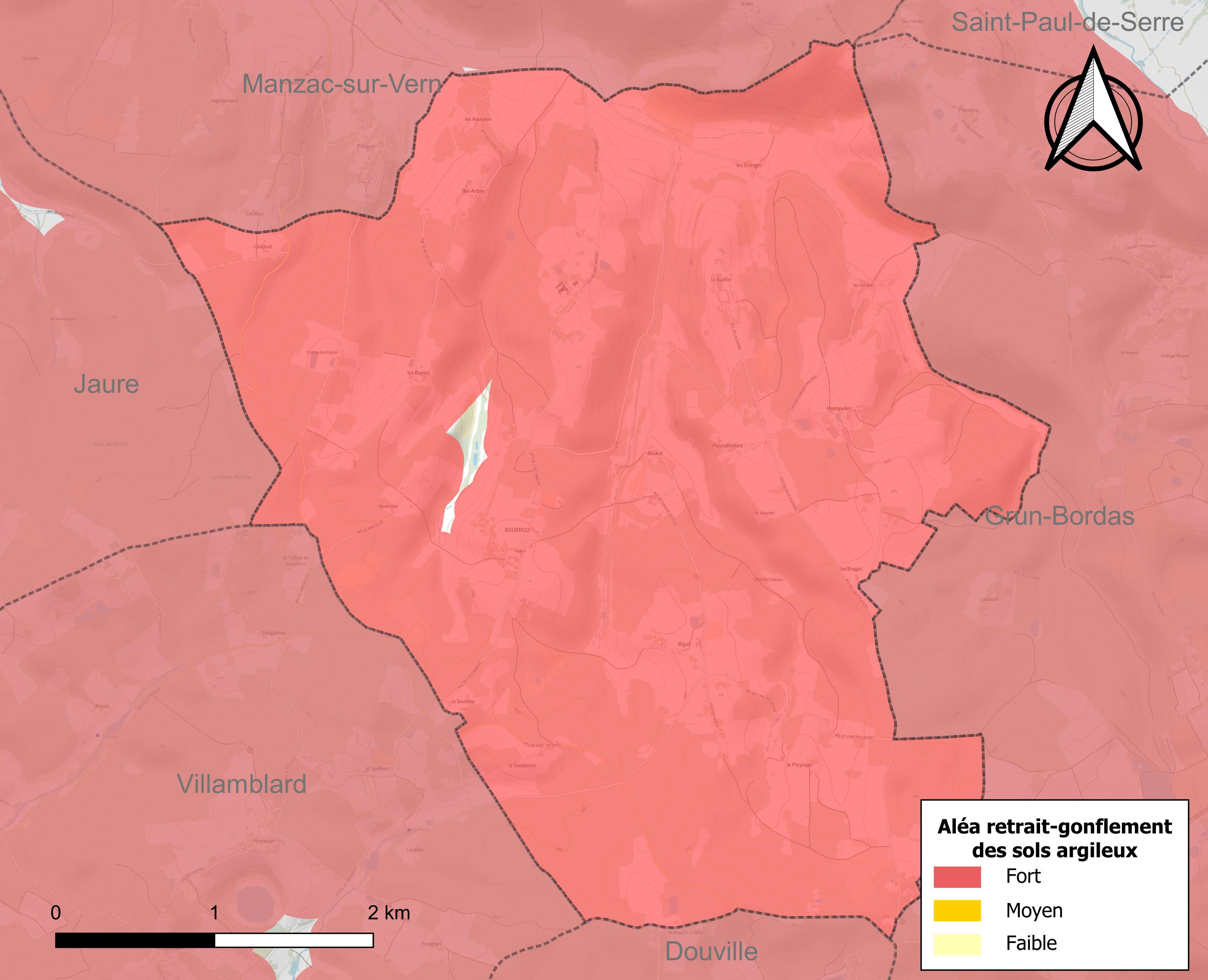
Carte des zones d'aléa retrait-gonflement des sols argileux de Bourrou.

Les mouvements de terrains susceptibles de se produire sur la commune sont des tassements différentiels. Le retrait-gonflement des sols argileux est susceptible d'engendrer des dommages importants aux bâtiments en cas d’alternance de périodes de sécheresse et de pluie. 99,5 % de la superficie communale est en aléa moyen ou fort (58,6 % au niveau départemental et 48,5 % au niveau national métropolitain). Depuis le 1er octobre 2020, en application de la loi ÉLAN, différentes contraintes s'imposent aux vendeurs, maîtres d'ouvrages ou constructeurs de biens situés dans une zone classée en aléa moyen ou fort,.
La commune a été reconnue en état de catastrophe naturelle au titre des dommages causés par les inondations et coulées de boue survenues en 1982, 1983 et 1999, par la sécheresse en 1992, 1995 et 2005 et par des mouvements de terrain en 1999.

## Toponymie
Le nom du village indique un domaine d'origine soit gallo-romane Burrus, soit germanique Boro(n).
En occitan, la commune porte le nom de Borron.

## Histoire
Les premières mentions écrites connues du lieu remontent au XIVe siècle sous les formes Borellum puis Borronium.
Aux XVIIe et XVIIIe siècles, la paroisse de Bourrou dépend de la châtellenie de Grignols.
Sur la carte de Cassini représentant la France entre 1756 et 1789, le village est identifié sous le nom de Bonrout.

## Politique et administration

### Intercommunalité
Fin 2001, Bourrou intègre dès sa création la communauté de communes du Pays vernois. Celle-ci est dissoute le 31 décembre 2013 et remplacée au 1er janvier 2014 par la communauté de communes du Pays vernois et du terroir de la truffe. Elle est elle-même dissoute le 31 décembre 2016 et ses communes sont intégrées à la communauté d'agglomération Le Grand Périgueux le 1er janvier 2017.

### Administration municipale
La population de la commune étant comprise entre 100 et 499 habitants au recensement de 2017, onze conseillers municipaux ont été élus en 2020,.

### Liste des maires

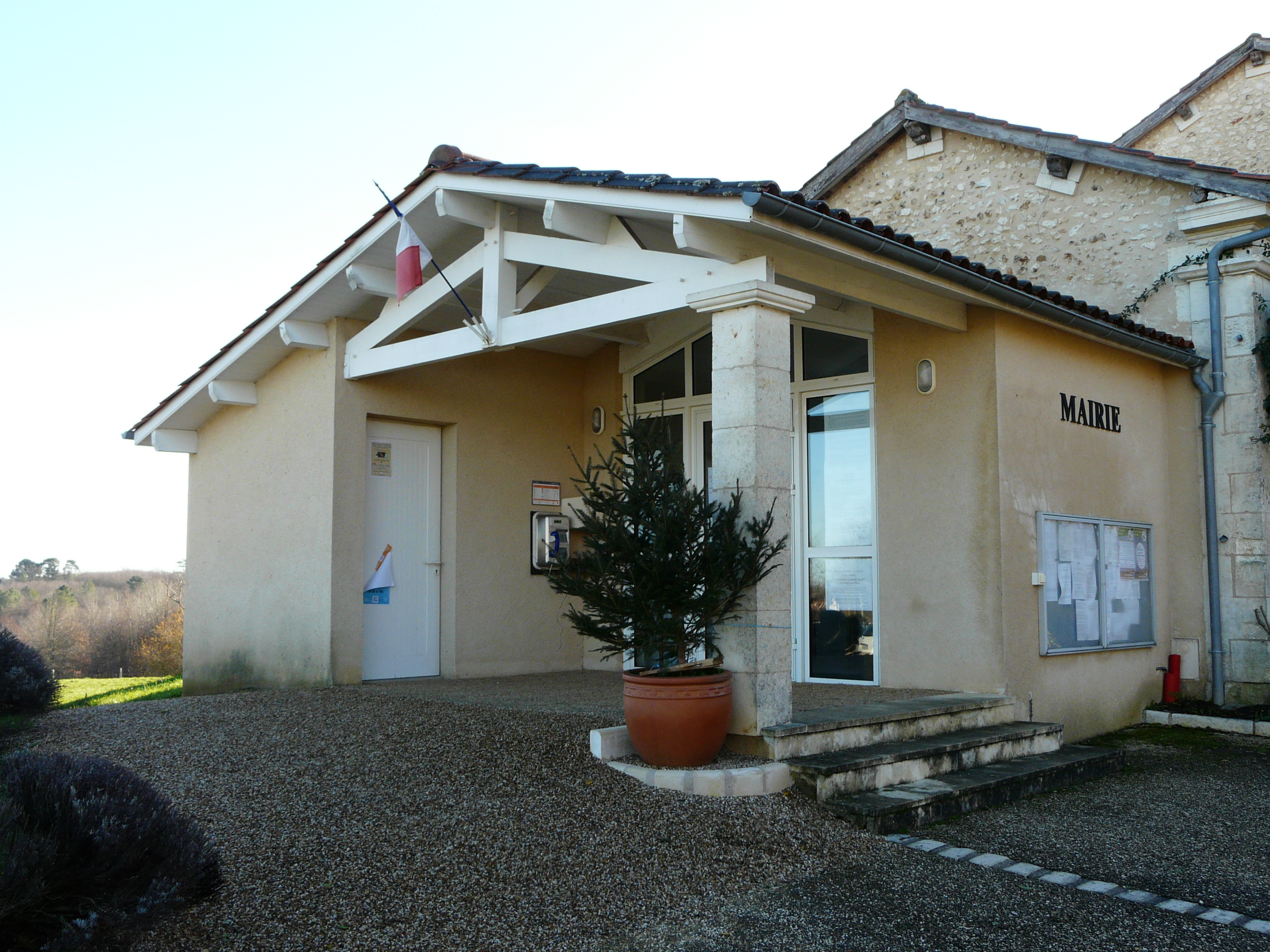
La mairie de Bourrou.

### Jumelages
Les communes du Pays vernois sont jumelées avec la ville canadienne de Saint-Jacques de Montcalm depuis 1996.

## Équipements et services publics

### Enseignement
En 2013, Bourrou, qui n'a pas d'école, est organisée en regroupement pédagogique intercommunal (RPI) avec les communes de Beauregard-et-Bassac, Grun-Bordas et Saint-Maime-de-Péreyrol au niveau des classes de primaire.

### Justice
Dans le domaine judiciaire, Bourrou relève : 
- du tribunal judiciaire, du tribunal pour enfants, du conseil de prud'hommes et du tribunal de commerce de Périgueux ;
- du pôle Nationalité du tribunal judiciaire de Périgueux (compétent uniquement dans le domaine de la nationalité) ;
- de la cour d'appel, du tribunal administratif et de la  cour administrative d'appel de Bordeaux.

## Population et société

### Démographie
L'évolution du nombre d'habitants est connue à travers les recensements de la population effectués dans la commune depuis 1793. Pour les communes de moins de 10 000 habitants, une enquête de recensement portant sur toute la population est réalisée tous les cinq ans, les populations de référence des années intermédiaires étant quant à elles estimées par interpolation ou extrapolation. Pour la commune, le premier recensement exhaustif entrant dans le cadre du nouveau dispositif a été réalisé en 2004.

En 2022, la commune comptait 132 habitants, en évolution de +1,54 % par rapport à 2016 (Dordogne : +0,37 %, France hors Mayotte : +2,11 %).
| 1793 | 1800 | 1806 | 1821 | 1831 | 1836 | 1841 | 1846 | 1851 |
| ---- | ---- | ---- | ---- | ---- | ---- | ---- | ---- | ---- |
| 370  | 271  | 314  | 433  | 399  | 386  | 375  | 423  | 409  |

| 1856 | 1861 | 1866 | 1872 | 1876 | 1881 | 1886 | 1891 | 1896 |
| ---- | ---- | ---- | ---- | ---- | ---- | ---- | ---- | ---- |
| 401  | 375  | 384  | 333  | 340  | 392  | 357  | 327  | 296  |

| 1901 | 1906 | 1911 | 1921 | 1926 | 1931 | 1936 | 1946 | 1954 |
| ---- | ---- | ---- | ---- | ---- | ---- | ---- | ---- | ---- |
| 274  | 278  | 239  | 194  | 184  | 138  | 131  | 167  | 141  |

| 1962 | 1968 | 1975 | 1982 | 1990 | 1999 | 2004 | 2006 | 2009 |
| ---- | ---- | ---- | ---- | ---- | ---- | ---- | ---- | ---- |
| 181  | 189  | 173  | 176  | 155  | 153  | 158  | 156  | 143  |

| 2014 | 2019 | 2022 | - | - | - | - | - | - |
| ---- | ---- | ---- | - | - | - | - | - | - |
| 128  | 124  | 132  | - | - | - | - | - | - |

### Manifestations culturelles et festivités
- Le festival « La Ranversada » de musique et danses traditionnelles, qui anime le pays vernois au mois d'août, fait halte à Bourrou[53],[54].

## Économie

### Emploi
En 2015, parmi la population communale comprise entre 15 et 64 ans, les actifs représentent soixante personnes, soit 45,1 % de la population municipale. Le nombre de chômeurs (quatre) a diminué par rapport à 2010 (sept) et le taux de chômage de cette population active s'établit à 6,9 %.

### Établissements
Au 31 décembre 2015, la commune compte dix-neuf établissements, dont huit dans l'agriculture, la sylviculture ou la pêche, cinq au niveau des commerces, transports ou services, trois dans la construction, et trois relatifs au secteur administratif, à l'enseignement, à la santé ou à l'action sociale.

### Indications géographiques protégées (IGP)
Bourrou se trouve dans le périmètre des indications géographiques protégées (IGP) pour le veau du Limousin, l'agneau du Périgord, l'agneau du Quercy, le porc du Limousin, le canard à foie gras du Sud-Ouest, le jambon de Bayonne, la fraise du Périgord ainsi que les vins du Périgord blanc, rosé et rouge.

## Culture locale et patrimoine

### Lieux et monuments
- Église Saint-Michel : elle a été construite en 1500. À l'origine, il s'agissait d'une chapelle. L'église a été consacrée le 18 août 1868 à la suite de travaux financés par le curé et les dons. Les vitraux ont été peints par les Carmélites du Mans au XIXe siècle[59].
- Prieuré Notre-Dame des Pauvres, prieuré de moniales bénédictines de la Congrégation Notre-Dame d'Espérance[60].
- Château de Monciaux du XIXe siècle[61].
- Manoir de la Sudrie, vaste chartreuse à douze travées remontant à la fin du XVIIe ou au début du XVIIIe siècle, incendié en partie vers 1990[62],[63].
- Pigeonnier circulaire en ruines, au sud-est du village de Bourrou.

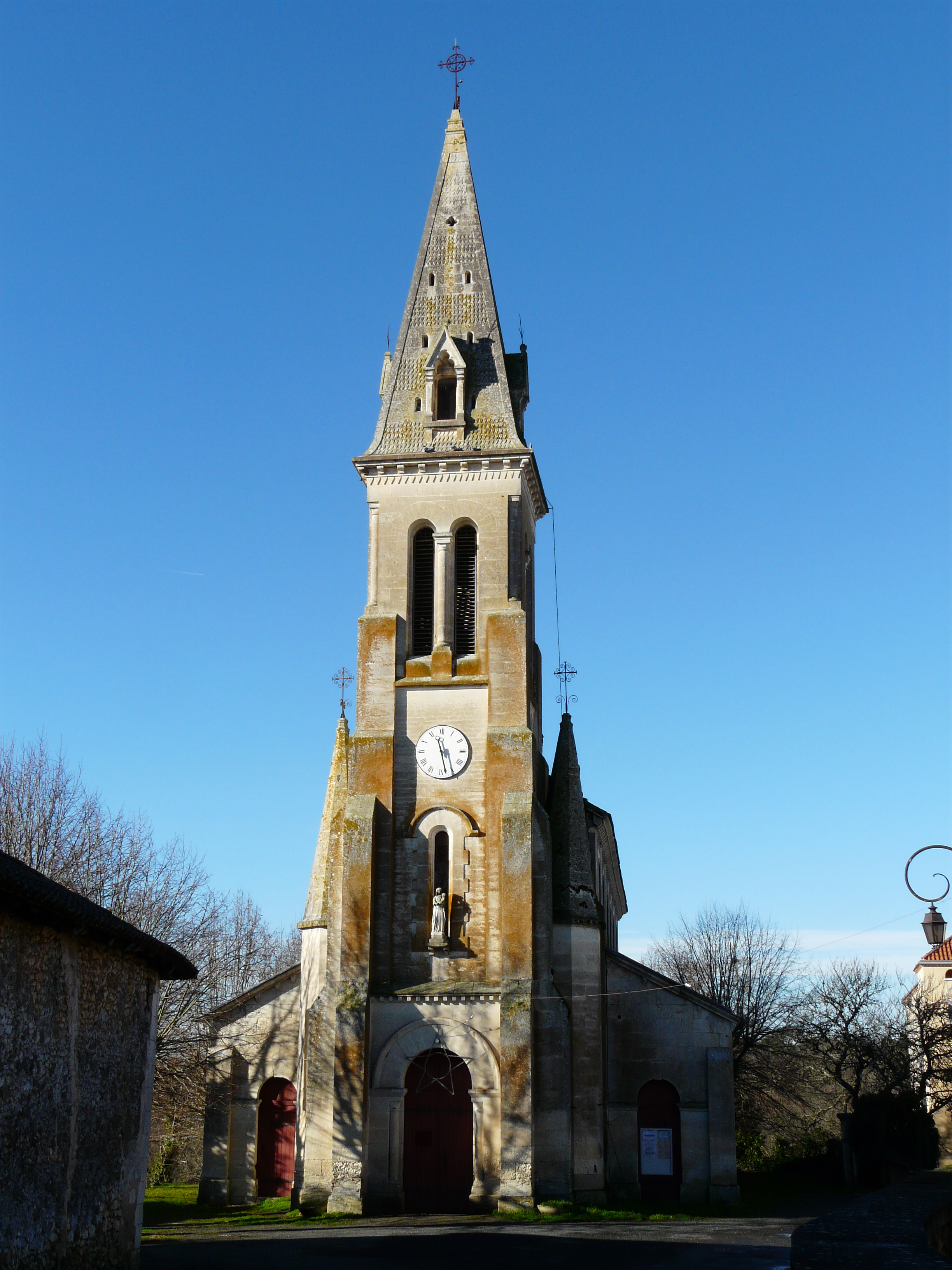
L'église Saint-Michel.
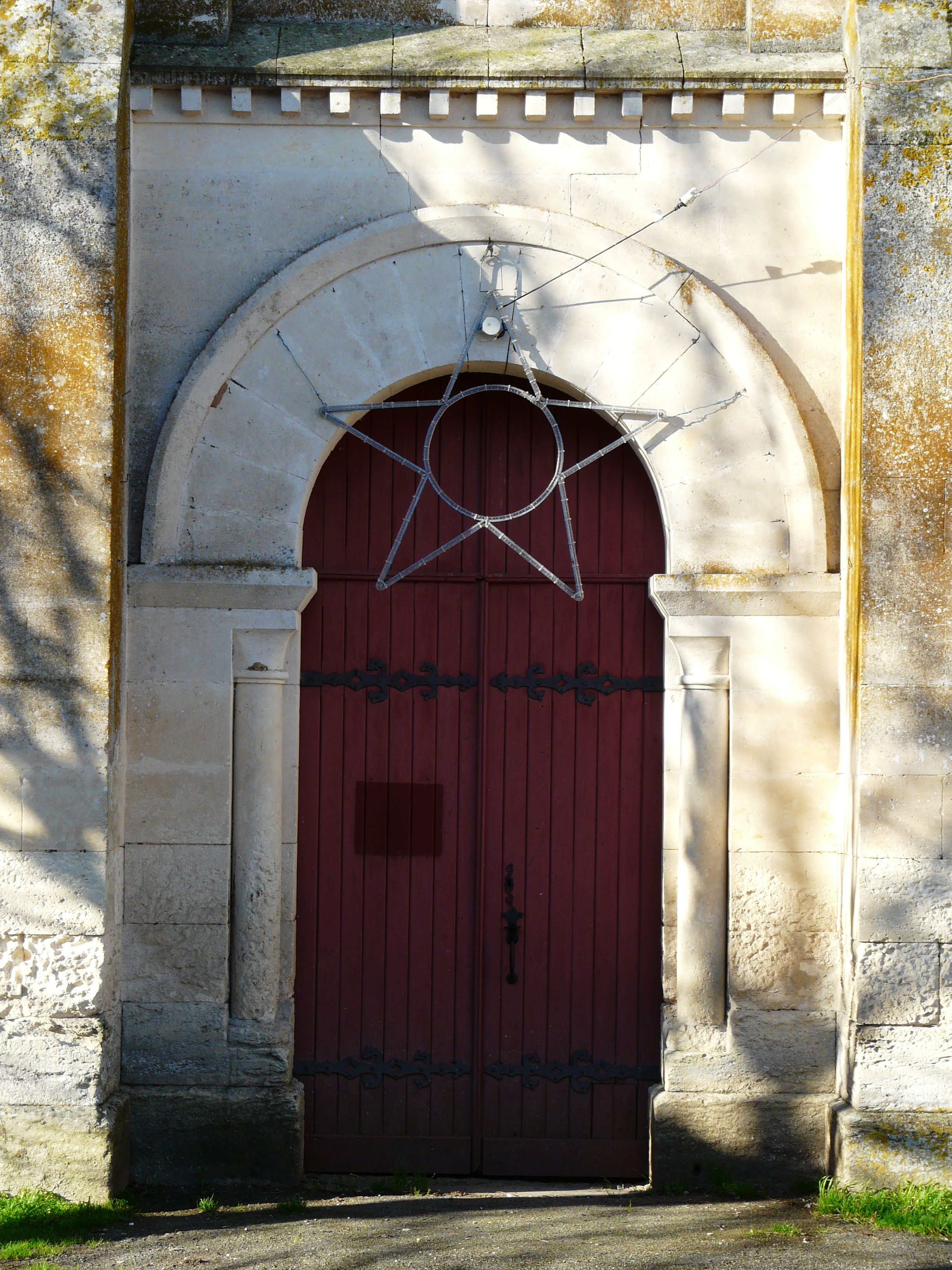
Son portail.
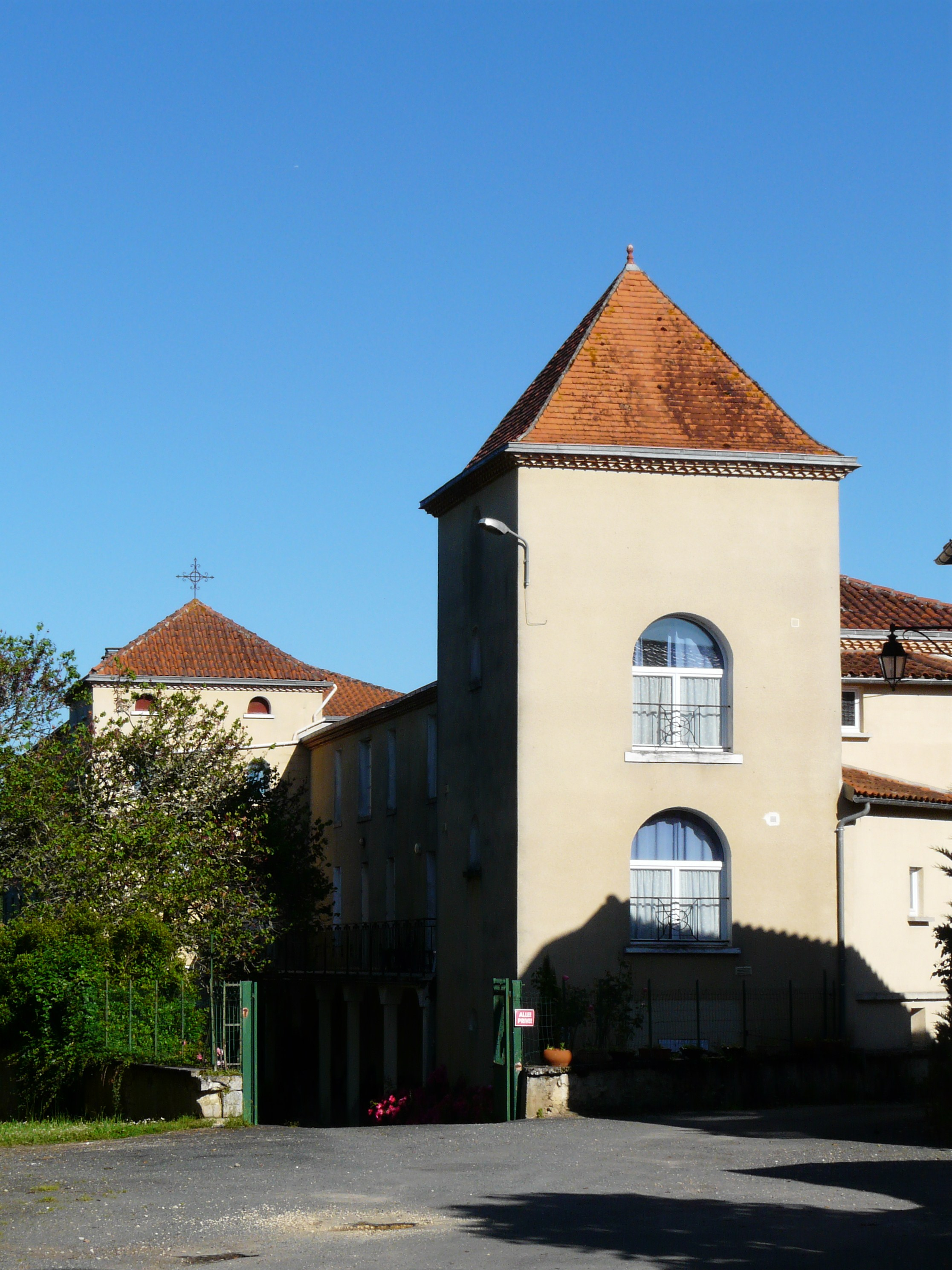
Le prieuré Notre-Dame des Pauvres.
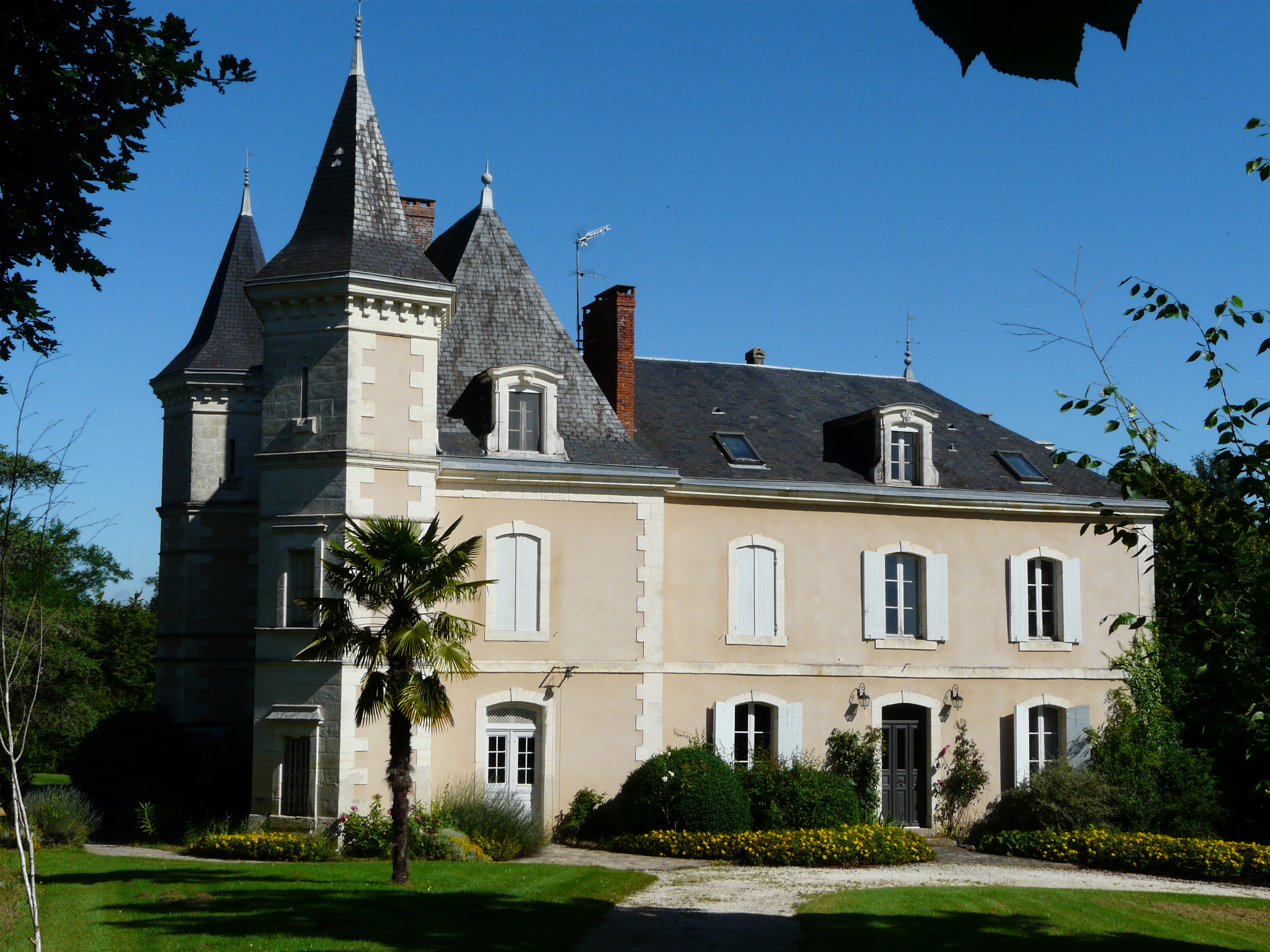
Le château de Monciaux.
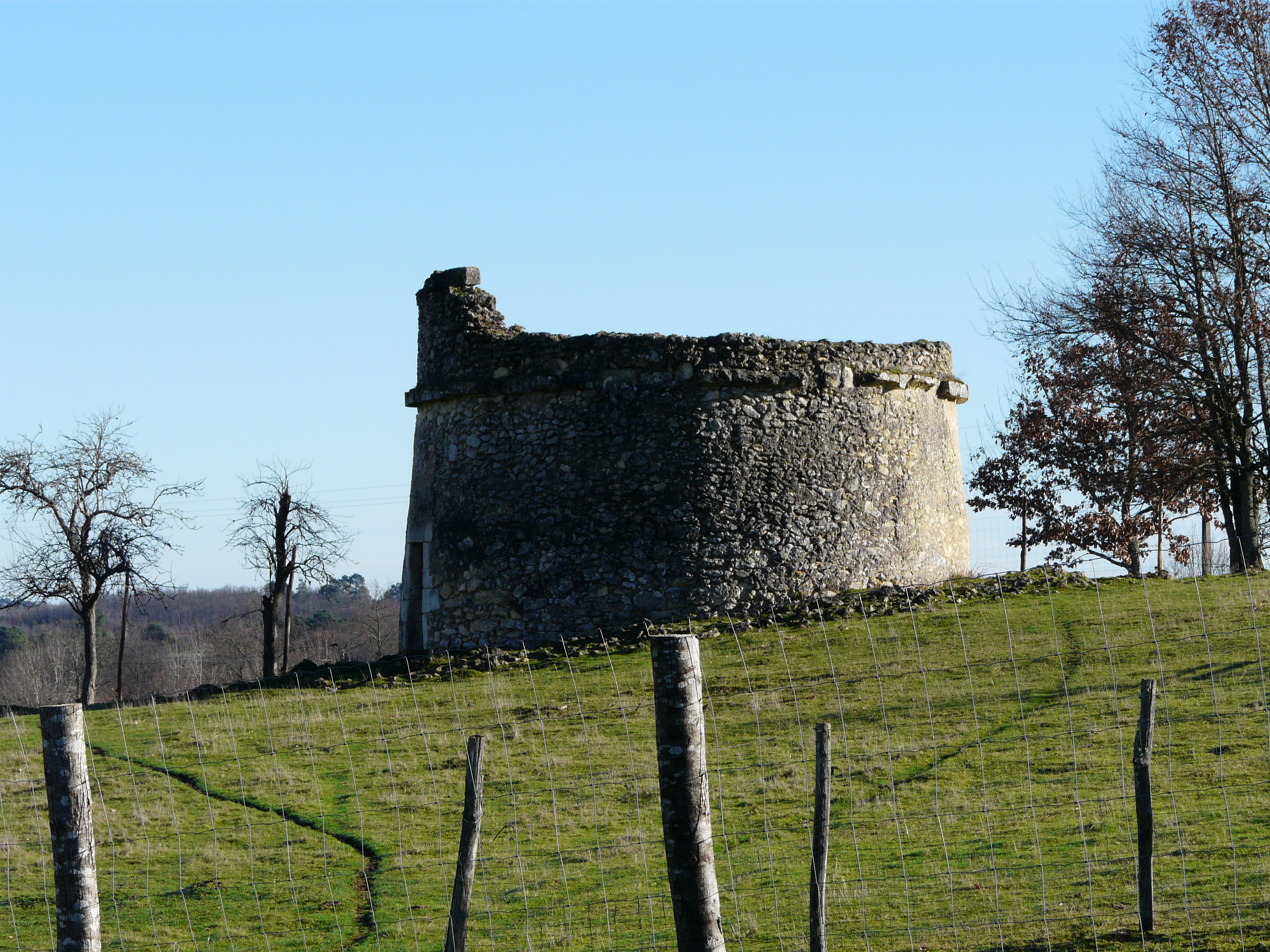
Vestiges d'un pigeonnier.

### Personnalités liées à la commune
- Le chanoine Clavel de Saint-Geniez (1808-1857) en fut curé.
- Le comte Louis de la Fargue, issu d'une longue lignée de noblesse d'épée[64], habita le château de Monciaux dans les années 1920-1950.

## Pour approfondir